# Anche se volessi lavorare, che faccio?
Anche se volessi lavorare, che faccio? è un film del 1972 diretto da Flavio Mogherini.
Si tratta dell'esordio alla regia di Mogherini. Tra i protagonisti della pellicola ci sono Enzo Cerusico e Ninetto Davoli.

## Trama
Nel Lazio quattro giovani di nome Riccetto, Girasole, Lallo e Asvero cercano di guadagnarsi da vivere rubando ciò che trovano nelle tombe dei ricchi sepolti. Essendo poco esperti, spesso si ritrovano nei guai o inseguiti dalla polizia. Dato che l'uomo per cui i ragazzi lavorano, tale Garrone, è losco e crudele e pensa solo al guadagno e non a pagarli come dovrebbe, Riccetto e gli altri pensano di organizzare un colpo serio e definitivo ad un sito archeologico. Il loro bersaglio è il museo etrusco e se i ragazzi facessero le cose a dovere si sistemerebbero per molti anni a seguire. Ma per avere decisamente fortuna nella rapina, i quattro devono fare affidamento su Nereo Pirelli, considerato iettatore e soprannominato "due novembre" il quale, essendo condannato già ai domiciliari per furti precedenti, pensa di ridurre la sua pena denunciando tutto alla Guardia di Finanza e ai Carabinieri che sono in concorrenza fra loro.
I dirigenti delle due caserme, il veneto Dorigo della Guardia di Finanza e il siciliano Capriotti dell'Arma, decidono ciascuno di infiltrare due militi nella banda, dopo che il Pirelli ha convinto i ragazzi che occorrono almeno altri quattro complici per portare a termine il colpo. Girasole è il primo a intuire che il colpo è al di fuori della loro portata e prende le distanze dagli altri compari e riesce a poco a poco a ottenere il loro ritiro. Tuttavia i due militari convincono i commilitoni infiltrati che il colpo deve riuscire, così nella notte in cui è previsto il furto al sito archeologico, si scatenerà una tremenda battaglia.
Mentre gli uomini della finanza combattono contro i carabinieri per il possesso della necropoli, i giovani, spaventati, si danno alla fuga. L'indomani si ritrovano su una spiaggia quando si rendono conto che i carabinieri li hanno avvistati. Fuggendo, presso un distributore, rubano un'auto di lusso targata Città del Vaticano e si vestono da prelati. Disgrazia vuole che incappino in una processione mentre i carabinieri li stanno inseguendo. Girasole, fuggendo a precipizio giù dalle scarpate, muore finendo sotto un pullman di turisti.

## Accoglienza

### Critica
È un film che porta con chiarezza i segni sotto cui nasce l'opera cinematografica del suo autore, quello di Federico Fellini e di Pier Paolo Pasolini. Impossibile non vedere nelle scorribande dei quattro amici le scene dei I vitelloni, compresa la somiglianza del camioncino con cui effettuano le loro scorribande con la vettura da tettuccio della quale Alberto sfotte i lavoratori incontrati lungo la strada. Impossibile non riconoscere il segno del "Bidone" nel travestimento di Asvero in cui addirittura si può evocare la somiglianza fisica oltre che del copricapo con il Roberto interpretato da Broderick Crawford nel Bidone. Così come pare impossibile non vedere nella morte di Girasole il finale di Accattone in cui il protagonista accenna a un sorriso prima di dire "Mo' sì che stobbene". Non è proprio un sorriso quello che compare sul volto di Girasole, ma ci si avvicina.